# بطولة تونس لألعاب القوى 1970
بطولة تونس لألعاب القوى 1970 هو الدورة 15 من بطولة تونس لألعاب القوى.

فاز بهذا الموسم النادي الأفريقي.

## روابط خارجية
- الموقع الرسمي للجامعة التونسية لألعاب القوى.